# Musklenikowate
Musklenikowate (Ormyridae) – rodzina błonkówek z nadrodziny bleskotek.

## Zasięg występowania
Przedstawiciele tej rodziny występują na całym świecie.
W Polsce co najmniej 7 gatunków.

## Budowa ciała
Gatunki z tej rodziny osiągają 1,1 - 6,7 mm długości. Na każdym segmencie odwłoka występują rzędy wgłębień. Wierzch tułowia oraz, zwłaszcza, pierwszy segment odwłoka grubo punktowane, U samicy odwłok zakończony spiczaście, u samca zaś zaokrąglony. Pokładełko słabo bądź w ogóle niewidoczne. Krętarze tylnej pary nóg silnie zgrubiałe.
Ubarwienie ciała zazwyczaj zielone lub niebieskie, z metalicznym połyskiem.

## Boiologia i ekologia
Musklenikowate są parazytoidami różnych owadów tworzących galasy: błonkówek z rodziny galasówkowatych i nadrodziny bleskotek, muchówek z rodzin nasionnicowatych i pryszczarkowatych, chrząszczy oraz wciornastków. Kilka gatunków atakuje również błonkówki z rodziny zagładkowatych żerujące w nasionach.

## Systematyka
Do muskienikowatych zaliczane są 3 podrodziny:
- Asparagobiinae
- Hemadinae
- Ormyrinae